# Amazonas (Brasil)
Amazonas es uno de los veintiséis estados que, junto con el distrito federal, forman la República federativa de Brasil. Su capital es Manaos. Limita al noroeste con las repúblicas de Colombia y Perú, al norte con Venezuela (mediante la divisoria de aguas de las cuencas de los ríos Orinoco y Amazonas), al noreste con Roraima, al este con Pará, al sureste con Mato Grosso, al sur con Rondonia, y al suroeste con el Acre. Con 1 559 159 km² es el estado provincial más extenso del país y de toda Sudamérica, y el noveno del mundo, por detrás de las siguientes subdivisiones nacionales: Sajá (Rusia), Australia Occidental (Australia), Krasnoyarsk (Rusia), Groenlandia (Dinamarca), Nunavut (Canadá), Queensland (Australia), Alaska (Estados Unidos) y Sinkiang (China); y con 2,57 hab/km², el segundo menos densamente poblado, por delante de Roraima. Entre las ciudades más importantes se encuentran: Manaos, Manacapurú, Tefé, Parintíns e Itacoatiara. El estado de Amazonas es uno de los nueve estados brasileños que forman parte de la Amazonía brasileña, también conocida en Brasil como Amazonia Legal, que incluyen los estados de Pará, Amapá, Mato Grosso, Rondônia, Roraima, Acre, Tocantins y Maranhão.

## Etimología
El nombre de Amazonas proviene del río del mismo nombre que atraviesa la mayoría del estado, el cual recibe su nombre por el explorador español Francisco de Orellana, relacionando a las tribus nativas de la selva con las amazonas de la mitología griega. El nombre Amazonas a menudo se confunde con el bioma que cubre el territorio del estado brasileño, pero en Brasil el bioma amazónico cubre el territorio de nueve estados brasileños, incluyendo los estados de Pará, Amapá, Roraima, Tocantins, Maranhão, Acre, Rondônia, Amazonas y Mato Grosso.

## Historia
La región que actualmente pertenece al estado de Amazonas fue establecida a través de tratados, misiones católicas, conquistas militares y escasas pero en cuenta rebeldías de pueblos indígenas en el territorio. Inicialmente perteneció a España mediante el Tratado de Tordesillas, y después fue añadida por la Corona portuguesa por el Tratado de Madrid de 1750. En 1822, con la independencia, pasó a pertenecer a Brasil, pero sus fronteras con los países de habla hispana no estaban definidas antes del Tratado Vásquez Cobo-Martins, que reconoció las posesiones brasileñas en el norte del estado de Amazonas.

### Formación administrativa del estado
Su formación inicial fue la Capitanía de Río Negro, en 1755, subordinada por la Provincia del Gran Pará. Poco después de la independencia de Brasil, la Capitanía de Río Negro fue reconstruida tras la revolución de la cabanagem, y en 1850 se crea la provincia de Amazonas, transformándose en estado después de la fundación de la república del Brasil.

## Demografía

### Población
| Población histórica del Estado de Amazonas | Población histórica del Estado de Amazonas | Población histórica del Estado de Amazonas |
| Año                                        | Habitantes                                 | Fuente                                     |
| ------------------------------------------ | ------------------------------------------ | ------------------------------------------ |
| 1872                                       | 57 610                                     | Censo brasileño de 1872                    |
| 1890                                       | 147 915                                    | Censo brasileño de 1890                    |
| 1900                                       | 249 756                                    | Censo brasileño de 1900                    |
| 1920                                       | 363 166                                    | Censo brasileño de 1920                    |
| 1940                                       | 438 008                                    | Censo brasileño de 1940                    |
| 1950                                       | 514 099                                    | Censo brasileño de 1950                    |
| 1960                                       | 721 215                                    | Censo brasileño de 1960                    |
| 1970                                       | 960 934                                    | Censo brasileño de 1970                    |
| 1980                                       | 1 449 135                                  | Censo brasileño de 1980                    |
| 1991                                       | 2 102 901                                  | Censo brasileño de 1991                    |
| 2000                                       | 2 813 085                                  | Censo brasileño de 2000                    |
| 2010                                       | 3 483 985                                  | Censo brasileño de 2010                    |
| 2018                                       | 4 080 611                                  | Estimaciones del IBGE                      |
| 2020                                       | -                                          | Censo brasileño de 2020                    |

## Geografía
Amazonas es el estado más grande de todo Brasil, con una superficie de 1 559 159,148 km², de la cual, la mayoría está ocupada por ríos y vegetación. El acceso a muchas partes del estado solo se realiza de manera fluvial o aérea. El estado es atravesado por la línea imaginaria del ecuador.

### Clima
Brasil tiene típicamente un clima tropical, aunque en el estado se desarrolla el clima ecuatorial lluvioso, principalmente en la Amazonia. El clima de la región se caracteriza por las altas temperaturas y las fuertes lluvias, principalmente debido a la cercanía del estado con el ecuador. La alta cantidad de lluvia se origina debido a las altas temperaturas, que en última instancia causan una mayor evaporación, generando más lluvia.

### Relieve

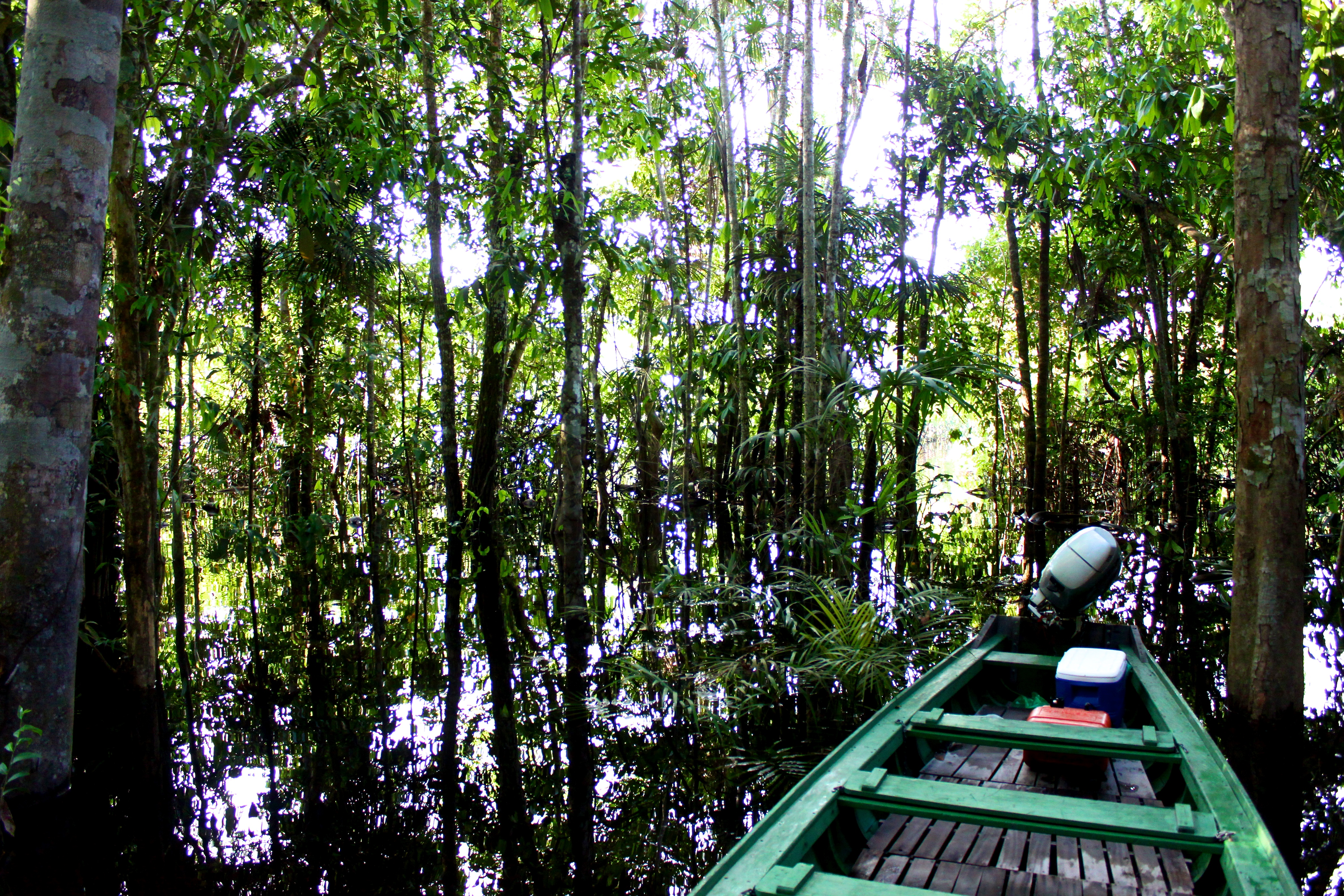
Bosque inundado de Anavilhanas en el parque nacional del Jaú.

El relieve del estado es relativamente bajo, ya que en la región, en un 85 %, no se sobrepasan los 100 metros de altitud. Los puntos más altos del estado son el Pico da Neblina, con altura aproximada de 2994 metros, seguido por el Pico Phelps o Pico 31 de Marzo, de 2973 metros, ubicado en la frontera entre Venezuela y Brasil. Ambas montañas se encuentran en el municipio de Santa Isabel do Rio Negro y son las más altas del Brasil.
El estado se encuentra en una amplia depresión de unos 600 km de largo en la dirección sureste-noroeste. Ésta limita al este con una estrecha llanura costera de unos cuarenta kilómetros de anchura media. Esto hace que el estado más grande en relación con las tierras bajas de Brasil.
Existen en su territorio varias reservas de protección ambiental. Las más visitadas por los turistas son los parques del Archipiélago de Anavilhanas, Jaú, la Sierra del Acará en Barcelos, el parque nacional del Pico de la Neblina, entre otras esparcidas por el estado.

## Sociedad y cultura
Así como en todo el Brasil, la composición étnica de la sociedad amazonense está dividida en pueblos indígenas, mestizos, negros, blancos y una pequeña porción de asiáticos, habiendo alrededor de 29 pueblos indígenas diferentes. Las tribus indígenas más conocidas del estado son los Tikunas, Sateré-mawés, Kurripakos y Desanos.
El festival folclórico de Parintins es la manifestación cultural del estado más conocida dentro de Brasil, la cual se exhibe en la última semana del mes de junio de cada año.

## Economía
Su economía es altamente dependiente del sector industrial. Su parque industrial representa el 1.5% en el PIB de Brasil, debido principalmente a la Zona Franca de Manaos, seguida por el polo petroquímico y la creciente industria de explotación minera.

### Evolución histórica
| Tamaño de la economía del Estado de Amazonas (PIB) y riqueza promedio por cada habitante (PIB per cápita) | Tamaño de la economía del Estado de Amazonas (PIB) y riqueza promedio por cada habitante (PIB per cápita) | Tamaño de la economía del Estado de Amazonas (PIB) y riqueza promedio por cada habitante (PIB per cápita) |
| Año | PIB (en dólares)                                                                                          | PIB per cápita del estado (en dólares)                                                                    |
| --- | --- | --- |
| 1999 | US$ 8 574 millones                                                                                        | US$ 3 112 dólares                                                                                         |
| 2000 | US$ 10 314 millones                                                                                       | US$ 3 621 dólares                                                                                         |
| 2001 | US$ 8 823 millones                                                                                        | US$ 3 015 dólares                                                                                         |
| 2002 | US$ 8 569 millones                                                                                        | US$ 2 852 dólares                                                                                         |
| 2003 | US$ 8 116 millones                                                                                        | US$ 2 632 dólares                                                                                         |
| 2004 | US$ 10 362 millones                                                                                       | US$ 3 302 dólares                                                                                         |
| 2005 | US$ 13 699 millones                                                                                       | US$ 4 238 dólares                                                                                         |
| 2006 | US$ 18 000 millones                                                                                       | US$ 5 436 dólares                                                                                         |
| 2007 | US$ 21 583 millones                                                                                       | US$ 6 699 dólares                                                                                         |
| 2008 | US$ 25 534 millones                                                                                       | US$ 7 642 dólares                                                                                         |
| 2009 | US$ 24 846 millones                                                                                       | US$ 7 322 dólares                                                                                         |
| 2010 | US$ 34 603 millones                                                                                       | US$ 9 940 dólares                                                                                         |
| 2011 | US$ 42 249 millones                                                                                       | US$ 11 940 dólares                                                                                        |
| 2012 | US$ 36 971 millones                                                                                       | US$ 10 295 dólares                                                                                        |
| 2013 | US$ 38 503 millones                                                                                       | US$ 10 111 dólares                                                                                        |
| 2014 | US$ 36 834 millones                                                                                       | US$ 9 509 dólares                                                                                         |
| 2015 | US$ 25 989 millones                                                                                       | US$ 6 599 dólares                                                                                         |
| 2016 | US$ 25 509 millones                                                                                       | US$ 6 377 dólares                                                                                         |
| 2017 | US$ 29 148 millones                                                                                       | US$ 7 228 dólares                                                                                         |
| 2018 | US$ 26 501 millones                                                                                       | US$ 6 528 dólares                                                                                         |
| 2019 | | |
| 2020 | | |
| Nota 1: Las cifras están expresadas en dólares estadounidenses. Nota 2: Debido a la inmensidad de Brasil, el IBGE tarda 2 años en publicar los datos oficiales (última publicación, 2016). Nota 3: Las cifras del año 2017 y 2018 son solo estimaciones del IBGE (sujetas a cambio). | | |

### Economía por municipios
| Municipios del Estado de Amazonas según su producto interno bruto (PIB) en 2016 | Municipios del Estado de Amazonas según su producto interno bruto (PIB) en 2016 | Municipios del Estado de Amazonas según su producto interno bruto (PIB) en 2016 | Municipios del Estado de Amazonas según su PIB per Cápita en 2016 | Municipios del Estado de Amazonas según su PIB per Cápita en 2016 | Municipios del Estado de Amazonas según su PIB per Cápita en 2016 |
| Posición | Municipio                                                                       | PIB (en dólares)                                                                | Posición                                                          | Municipio                                                         | PIB per Cápita (en dólares)                                       |
| --- | ------------------------------------------------------------------------------- | ------------------------------------------------------------------------------- | ----------------------------------------------------------------- | ----------------------------------------------------------------- | ----------------------------------------------------------------- |
| 1.º | Manaos                                                                          | US$ 20 144 millones                                                             | 1.º                                                               | Manaos                                                            | US$ 9 618 dólares                                                 |
| 2.º | Itacoatiara                                                                     | US$ 588 millones                                                                | 2.º                                                               | Codajás                                                           | US$ 6 802 dólares                                                 |
| 3.º | Manacapuru                                                                      | US$ 355 millones                                                                | 3.º                                                               | Itacoatiara                                                       | US$ 5 978 dólares                                                 |
| 4.º | Coari                                                                           | US$ 325 millones                                                                | 4.º                                                               | Urucará                                                           | US$ 4 980 dólares                                                 |
| 5.º | Parintins                                                                       | US$ 293 millones                                                                | 5.º                                                               | Presidente Figueiredo                                             | US$ 4 644 dólares                                                 |
| 6.º | Tefé                                                                            | US$ 186 millones                                                                | 6.º                                                               | Rio Preto da Eva                                                  | US$ 4 079 dólares                                                 |
| 7.º | Codajás                                                                         | US$ 185 millones                                                                | 7.º                                                               | Iranduba                                                          | US$ 3 903 dólares                                                 |
| 8.º | Iranduba                                                                        | US$ 182 millones                                                                | 8.º                                                               | Coari                                                             | US$ 3 875 dólares                                                 |
| 9.º | Presidente Figueiredo                                                           | US$ 156 millones                                                                | 9.º                                                               | Uarini                                                            | US$ 3 796 dólares                                                 |
| 10.º | Humaitá                                                                         | US$ 141 millones                                                                | 10.º                                                              | Manacapuru                                                        | US$ 3 733 dólares                                                 |
| 11.º | Manicoré                                                                        | US$ 136 millones                                                                | 11.º                                                              | Japurá                                                            | US$ 3 640 dólares                                                 |
| 12.º | Rio Preto da Eva                                                                | US$ 127 millones                                                                | 12.º                                                              | Jutaí                                                             | US$ 3 503 dólares                                                 |
| 13.º | Lábrea                                                                          | US$ 124 millones                                                                | 13.º                                                              | Tapauá                                                            | US$ 3 444 dólares                                                 |
| 14.º | Tabatinga                                                                       | US$ 118 millones                                                                | 14.º                                                              | Caapiranga                                                        | US$ 3 303 dólares                                                 |
| 15.º | Maués                                                                           | US$ 113 millones                                                                | 15.º                                                              | Eirunepé                                                          | US$ 3 256 dólares                                                 |
| 16.º | Eirunepé                                                                        | US$ 112 millones                                                                | 16.º                                                              | Itapiranga                                                        | US$ 3 188 dólares                                                 |
| 17.º | Boca do Acre                                                                    | US$ 88 millones                                                                 | 17.º                                                              | Silves                                                            | US$ 3 070 dólares                                                 |
| 18.º | Urucará                                                                         | US$ 84 millones                                                                 | 18.º                                                              | Tefé                                                              | US$ 2 995 dólares                                                 |
| 19.º | Careiro da Várzea                                                               | US$ 84 millones                                                                 | 19.º                                                              | Careiro da Várzea                                                 | US$ 2 958 dólares                                                 |
| 20.º | Autazes                                                                         | US$ 82 millones                                                                 | 20.º                                                              | Itamarati                                                         | US$ 2 957 dólares                                                 |
| 21.º | São Gabriel da Cachoeira                                                        | US$ 77 millones                                                                 | 21.º                                                              | Lábrea                                                            | US$ 2 820 dólares                                                 |
| 22.º | Benjamin Constant                                                               | US$ 76 millones                                                                 | 22.º                                                              | Humaitá                                                           | US$ 2 703 dólares                                                 |
| 23.º | Borba                                                                           | US$ 76 millones                                                                 | 23.º                                                              | Alvarães                                                          | US$ 2 695 dólares                                                 |
| 24.º | Carauari                                                                        | US$ 75 millones                                                                 | 24.º                                                              | Carauari                                                          | US$ 2 686 dólares                                                 |
| 25.º | Manaquiri                                                                       | US$ 71 millones                                                                 | 25.º                                                              | Boca do Acre                                                      | US$ 2 612 dólares                                                 |
| 26.º | Careiro                                                                         | US$ 69 millones                                                                 | 26.º                                                              | Parintins                                                         | US$ 2 606 dólares                                                 |
| 27.º | Barreirinha                                                                     | US$ 62 millones                                                                 | 27.º                                                              | Atalaia do Norte                                                  | US$ 2 604 dólares                                                 |
| 28.º | Tapauá                                                                          | US$ 62 millones                                                                 | 28.º                                                              | Anori                                                             | US$ 2 574 dólares                                                 |
| 29.º | Nova Olinda do Norte                                                            | US$ 60 millones                                                                 | 29.º                                                              | Manicoré                                                          | US$ 2 539 dólares                                                 |
| 30.º | São Paulo de Olivença                                                           | US$ 58 millones                                                                 | 30.º                                                              | Apuí                                                              | US$ 2 525 dólares                                                 |
| 31.º | Jutaí                                                                           | US$ 56 millones                                                                 | 31.º                                                              | Manaquiri                                                         | US$ 2 441 dólares                                                 |
| 32.º | Apuí                                                                            | US$ 53 millones                                                                 | 32.º                                                              | Maraã                                                             | US$ 2 237 dólares                                                 |
| 33.º | Anori                                                                           | US$ 50 millones                                                                 | 33.º                                                              | Autazes                                                           | US$ 2 184 dólares                                                 |
| 34.º | Uarini                                                                          | US$ 50 millones                                                                 | 34.º                                                              | Anamã                                                             | US$ 2 159 dólares                                                 |
| 35.º | Atalaia do Norte                                                                | US$ 48 millones                                                                 | 35.º                                                              | Envira                                                            | US$ 2 135 dólares                                                 |
| 36.º | Novo Aripuanã                                                                   | US$ 47 millones                                                                 | 36.º                                                              | Fonte Boa                                                         | US$ 2 126 dólares                                                 |
| 37.º | Santo Antônio do Içá                                                            | US$ 46 millones                                                                 | 37.º                                                              | São Sebastião do Uatumã                                           | US$ 2 073 dólares                                                 |
| 38.º | Barcelos                                                                        | US$ 45 millones                                                                 | 38.º                                                              | Pauini                                                            | US$ 2 071 dólares                                                 |
| 39.º | Fonte Boa                                                                       | US$ 42 millones                                                                 | 39.º                                                              | Barreirinha                                                       | US$ 2 023 dólares                                                 |
| 40.º | Alvarães                                                                        | US$ 42 millones                                                                 | 40.º                                                              | Santo Antônio do Içá                                              | US$ 1 974 dólares                                                 |
| 41.º | Caapiranga                                                                      | US$ 41 millones                                                                 | 41.º                                                              | Guajará                                                           | US$ 1 958 dólares                                                 |
| 42.º | Maraã                                                                           | US$ 41 millones                                                                 | 42.º                                                              | Novo Aripuanã                                                     | US$ 1 937 dólares                                                 |
| 43.º | Envira                                                                          | US$ 40 millones                                                                 | 43.º                                                              | Borba                                                             | US$ 1 907 dólares                                                 |
| 44.º | Pauini                                                                          | US$ 40 millones                                                                 | 44.º                                                              | Tabatinga                                                         | US$ 1 906 dólares                                                 |
| 45.º | Nhamundá                                                                        | US$ 38 millones                                                                 | 45.º                                                              | Novo Airão                                                        | US$ 1 905 dólares                                                 |
| 46.º | Santa Isabel do Rio Negro                                                       | US$ 36 millones                                                                 | 46.º                                                              | Benjamin Constant                                                 | US$ 1 892 dólares                                                 |
| 47.º | Ipixuna                                                                         | US$ 35 millones                                                                 | 47.º                                                              | Beruri                                                            | US$ 1 879 dólares                                                 |
| 48.º | Urucurituba                                                                     | US$ 34 millones                                                                 | 48.º                                                              | Careiro                                                           | US$ 1 875 dólares                                                 |
| 49.º | Beruri                                                                          | US$ 34 millones                                                                 | 49.º                                                              | Juruá                                                             | US$ 1 873 dólares                                                 |
| 50.º | Novo Airão                                                                      | US$ 34 millones                                                                 | 50.º                                                              | Maués                                                             | US$ 1 857 dólares                                                 |
| 51.º | Tonantins                                                                       | US$ 33 millones                                                                 | 51.º                                                              | Nhamundá                                                          | US$ 1 852 dólares                                                 |
| 52.º | Boa Vista do Ramos                                                              | US$ 31 millones                                                                 | 52.º                                                              | Canutama                                                          | US$ 1 820 dólares                                                 |
| 53.º | Guajará                                                                         | US$ 31 millones                                                                 | 53.º                                                              | Tonantins                                                         | US$ 1 798 dólares                                                 |
| 54.º | Itapiranga                                                                      | US$ 28 millones                                                                 | 54.º                                                              | São Gabriel da Cachoeira                                          | US$ 1 772 dólares                                                 |
| 55.º | Silves                                                                          | US$ 28 millones                                                                 | 55.º                                                              | Boa Vista do Ramos                                                | US$ 1 745 dólares                                                 |
| 56.º | Canutama                                                                        | US$ 27 millones                                                                 | 56.º                                                              | Amaturá                                                           | US$ 1 718 dólares                                                 |
| 57.º | Anamã                                                                           | US$ 27 millones                                                                 | 57.º                                                              | Nova Olinda do Norte                                              | US$ 1 680 dólares                                                 |
| 58.º | São Sebastião do Uatumã                                                         | US$ 27 millones                                                                 | 58.º                                                              | Barcelos                                                          | US$ 1 633 dólares                                                 |
| 59.º | Juruá                                                                           | US$ 25 millones                                                                 | 59.º                                                              | Urucurituba                                                       | US$ 1 615 dólares                                                 |
| 60.º | Itamarati                                                                       | US$ 24 millones                                                                 | 60.º                                                              | Santa Isabel do Rio Negro                                         | US$ 1 593 dólares                                                 |
| 61.º | Amaturá                                                                         | US$ 18 millones                                                                 | 61.º                                                              | São Paulo de Olivença                                             | US$ 1 576 dólares                                                 |
| 62.º | Japurá                                                                          | US$ 16 millones                                                                 | 62.º                                                              | Ipixuna                                                           | US$ 1 299 dólares                                                 |
| Total | Estado de Amazonas                                                              | US$ 25 468 millones                                                             | Promedio                                                          | Estado de Amazonas                                                | US$ 6 377 dólares                                                 |
| Fuente: Instituto Brasileño de Geografía y Estadística (IBGE). El tipo de cambio (anual promedio) durante el año 2016 fue de 3,48 reales por cada dólar. |                                                                                 |                                                                                 |                                                                   |                                                                   |                                                                   |
| Nota 1: El Instituto Brasileño de Geografía y Estadística (IBGE) no solamente mide el PIB de todos los Estados de Brasil, sino que también mide el PIB de cada uno de los municipios del país, para tener una cifra más exacta de la economía, del desarrollo y el crecimiento económico. |                                                                                 |                                                                                 |                                                                   |                                                                   |                                                                   |
| Nota 2: El PIB está expresado en valores nominales y en precios corrientes. |                                                                                 |                                                                                 |                                                                   |                                                                   |                                                                   |

### Economía de Amazonas a nivel nacional
| Estados de Brasil según el tamaño de su economía PIB (producto interno bruto) en 2016 | Estados de Brasil según el tamaño de su economía PIB (producto interno bruto) en 2016 | Estados de Brasil según el tamaño de su economía PIB (producto interno bruto) en 2016 | Estados de Brasil por riqueza promedio de habitante (producto interno bruto per Cápita) en 2016 | Estados de Brasil por riqueza promedio de habitante (producto interno bruto per Cápita) en 2016 | Estados de Brasil por riqueza promedio de habitante (producto interno bruto per Cápita) en 2016 |
| Posición                                                                              | Estado de                                                                             | Producto Interno Bruto                                                                | Posición                                                                                        | Estado de                                                                                       | PIB per Cápita                                                                                  |
| ------------------------------------------------------------------------------------- | ------------------------------------------------------------------------------------- | ------------------------------------------------------------------------------------- | ----------------------------------------------------------------------------------------------- | ----------------------------------------------------------------------------------------------- | ----------------------------------------------------------------------------------------------- |
| 1.º                                                                                   | São Paulo                                                                             | US$ 583 077 millones                                                                  | 1.º                                                                                             | Distrito Federal                                                                                | US$ 22.677 dólares                                                                              |
| 2.º                                                                                   | Río de Janeiro                                                                        | US$ 183 158 millones                                                                  | 2.º                                                                                             | São Paulo                                                                                       | US$ 13.056 dólares                                                                              |
| 3.º                                                                                   | Minas Gerais                                                                          | US$ 155 821 millones                                                                  | 3.º                                                                                             | Río de Janeiro                                                                                  | US$ 11.032 dólares                                                                              |
| 4.º                                                                                   | Río Grande do Sul                                                                     | US$ 116 914 millones                                                                  | 4.º                                                                                             | Mato Grosso                                                                                     | US$ 10.740 dólares                                                                              |
| 5.º                                                                                   | Paraná                                                                                | US$ 114 916 millones                                                                  | 5.º                                                                                             | Santa Catarina                                                                                  | US$ 10.648 dólares                                                                              |
| 6.º                                                                                   | Bahía                                                                                 | US$ 78 127 millones                                                                   | 6.º                                                                                             | Río Grande do Sul                                                                               | US$ 10.379 dólares                                                                              |
| 7.º                                                                                   | Santa Catarina                                                                        | US$ 73 431 millones                                                                   | 7.º                                                                                             | Paraná                                                                                          | US$ 10.242 dólares                                                                              |
| 8.º                                                                                   | Distrito Federal                                                                      | US$ 67 376 millones                                                                   | 8.º                                                                                             | Mato Grosso do Sul                                                                              | US$ 9.818 dólares                                                                               |
| 9.º                                                                                   | Goiás                                                                                 | US$ 51 982 millones                                                                   | Promedio                                                                                        | Brasil                                                                                          | US$ 8 727 dólares                                                                               |
| 10.º                                                                                  | Pernambuco                                                                            | US$ 47 861 millones                                                                   | 9.º                                                                                             | Espírito Santo                                                                                  | US$ 7.880 dólares                                                                               |
| 11.º                                                                                  | Ceará                                                                                 | US$ 39 590 millones                                                                   | 10.º                                                                                            | Goiás                                                                                           | US$ 7.779 dólares                                                                               |
| 12.º                                                                                  | Pará                                                                                  | US$ 39 501 millones                                                                   | 11.º                                                                                            | Minas Gerais                                                                                    | US$ 7.436 dólares                                                                               |
| 13.º                                                                                  | Mato Grosso                                                                           | US$ 35 429 millones                                                                   | 12.º                                                                                            | Amazonas                                                                                        | US$ 6.377 dólares                                                                               |
| 14.º                                                                                  | Espírito Santo                                                                        | US$ 31 250 millones                                                                   | 13.º                                                                                            | Rondonia                                                                                        | US$ 6.327 dólares                                                                               |
| 15.º                                                                                  | Mato Grosso do Sul                                                                    | US$ 26 286 millones                                                                   | 14.º                                                                                            | Roraima                                                                                         | US$ 6.138 dólares                                                                               |
| 16.º                                                                                  | Amazonas                                                                              | US$ 25 468 millones                                                                   | 15.º                                                                                            | Tocantins                                                                                       | US$ 5.905 dólares                                                                               |
| 17.º                                                                                  | Maranhão                                                                              | US$ 24 400 millones                                                                   | 16.º                                                                                            | Amapá                                                                                           | US$ 5.255 dólares                                                                               |
| 18.º                                                                                  | Río Grande do Norte                                                                   | US$ 17 069 millones                                                                   | 17.º                                                                                            | Pernambuco                                                                                      | US$ 5.096 dólares                                                                               |
| 19.º                                                                                  | Paraíba                                                                               | US$ 16 905 millones                                                                   | 18.º                                                                                            | Río Grande do Norte                                                                             | US$ 4.922 dólares                                                                               |
| 20.º                                                                                  | Alagoas                                                                               | US$ 14 149 millones                                                                   | 19.º                                                                                            | Sergipe                                                                                         | US$ 4.918 dólares                                                                               |
| 21.º                                                                                  | Piauí                                                                                 | US$ 11 846 millones                                                                   | 20.º                                                                                            | Bahía                                                                                           | US$ 4.854 dólares                                                                               |
| 22.º                                                                                  | Rondonia                                                                              | US$ 11 287 millones                                                                   | 21.º                                                                                            | Acre                                                                                            | US$ 4.827 dólares                                                                               |
| 23.º                                                                                  | Sergipe                                                                               | US$ 11 120 millones                                                                   | 22.º                                                                                            | Pará                                                                                            | US$ 4.784 dólares                                                                               |
| 24.º                                                                                  | Tocantins                                                                             | US$ 9 033 millones                                                                    | 23.º                                                                                            | Ceará                                                                                           | US$ 4.426 dólares                                                                               |
| 25.º                                                                                  | Amapá                                                                                 | US$ 4 102 millones                                                                    | 24.º                                                                                            | Paraíba                                                                                         | US$ 4.235 dólares                                                                               |
| 26.º                                                                                  | Acre                                                                                  | US$ 3 934 millones                                                                    | 25.º                                                                                            | Alagoas                                                                                         | US$ 4.221 dólares                                                                               |
| 27.º                                                                                  | Roraima                                                                               | US$ 3 150 millones                                                                    | 26.º                                                                                            | Piauí                                                                                           | US$ 3.695 dólares                                                                               |
| Total                                                                                 | Brasil                                                                                | US$ 1 793 312 millones                                                                | 27.º                                                                                            | Maranhão                                                                                        | US$ 3.515 dólares                                                                               |
| Fuente: Instituto Brasileño de Geografía y Estadística (IBGE) (2019)                  |                                                                                       |                                                                                       |                                                                                                 |                                                                                                 |                                                                                                 |

## Municipios del estado de Amazonas
El Estado de Amazonas está constituido por 62 municipios. A efectos estadísticos, se organiza en 4 mesorregiones y 13 microrregiones.